# RTL Télévision
Ne doit pas être confondu avec RTL Television.
RTL Télévision (RTL Televisioun, en luxembourgeois) est une chaîne de télévision généraliste commerciale privée luxembourgeoise à rayonnement international, qui succède à Télé Luxembourg en janvier 1982 et émet en direction des téléspectateurs belges jusqu'au 11 septembre 1987, avant de laisser sa fréquence à RTL-TVI, et jusqu'en mars 1991 pour les téléspectateurs luxembourgeois et français, lorsqu'elle est renommée RTL TV.

## Histoire de la chaîne

### L'âge d'or
RTL Télé Luxembourg prend le nom RTL Télévision en janvier 1982, marquant ainsi la suprématie de la marque RTL.
Durant la décennie 1980, RTL Télévision est à son apogée. Sous l’impulsion du nouveau directeur des programmes, Jean Stock, une ribambelle d’émissions et d’animateurs font alors le succès de la chaîne privée : Le Train des jouets, Léo contre tous, Citron Grenadine, Tête à Tête, Stop Star, Le Coffre-fort, Fréquence JLB, Atoukado pour les émissions, Valérie Sarn, Michèle Etzel, Sophie Hecquet, Jean-Claude Thieltgen, Philippe Soreil, Philippe Goffin, Claude Rappé, Anouchka Sikorsky, Marylène Bergmann, Jean-Luc Bertrand et Georges Lang pour les animateurs, Dallas, Dynastie, Falcon Crest et Hôtel pour les séries. Les émissions s’enchaînent, l’équipe s’agrandit et la chaîne est numéro 1 en popularité parmi les Lorrains, les Belges et les Luxembourgeois.

### Le développement international

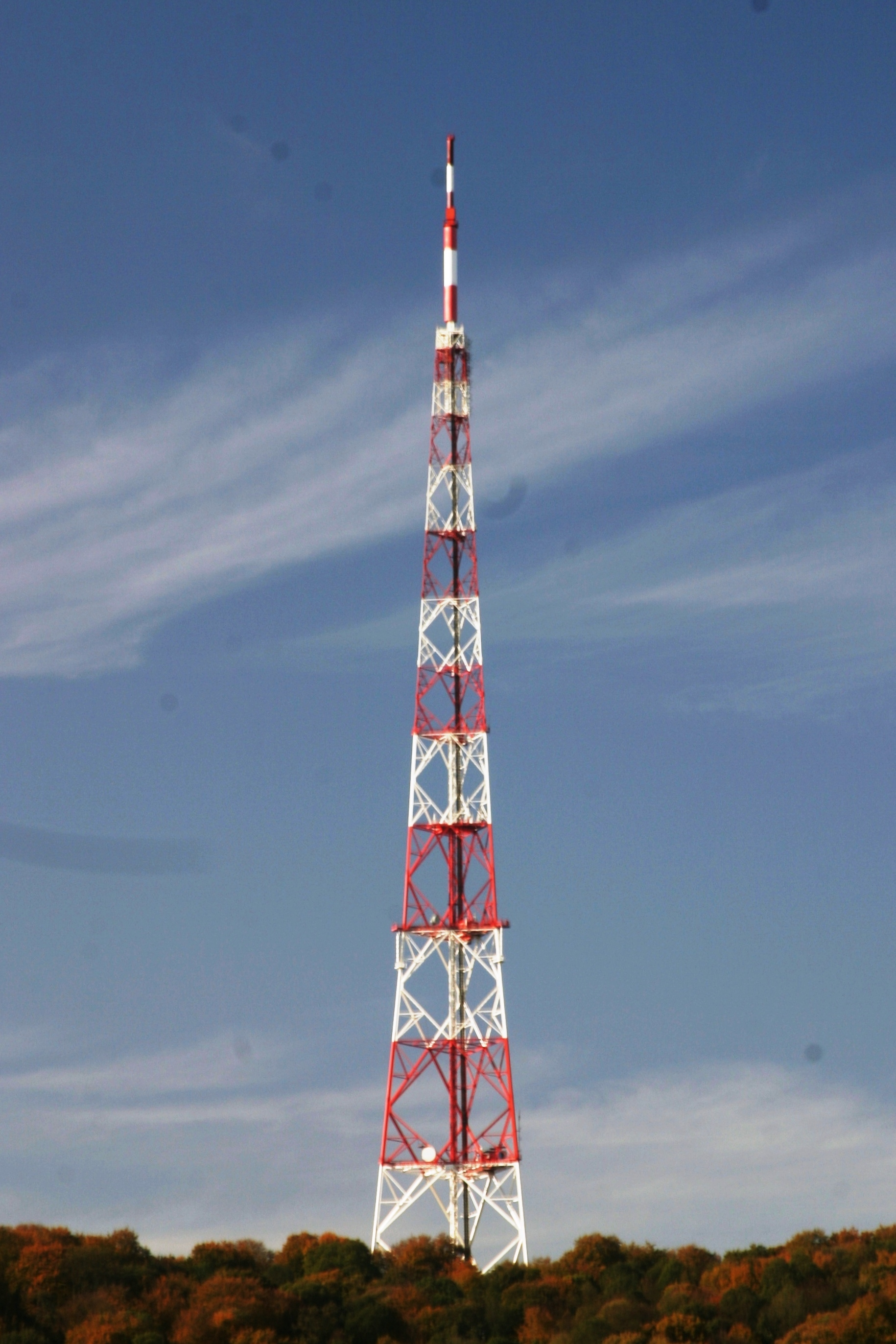
C'est depuis cet émetteur, situé à Dudelange au Luxembourg, que ce programme est retransmis

Jean-Charles De Keyser, jeune journaliste correspondant à Bruxelles de RTL et RTL Télévision, lance l'idée auprès de Jacques Navadic de former une rédaction belge à Luxembourg pour étoffer le JTL de l'actualité du plat pays. L'idée est retenue par le directeur de la chaîne qui va s'appuyer sur les circonstances nées des suites de l'accident de Dudelange pour la concrétiser et renforcer ainsi l'attractivité de RTL Télévision en Belgique. En effet, en compensation de la destruction partielle de l'émetteur de Dudelange par un avion de chasse belge en juillet 1981, le gouvernement belge octroie le 4 mars 1983 à la CLT un faisceau hertzien entre Bruxelles et Luxembourg, à des fins de liaison technique et non d'émission, loué pour 200 millions de francs belges par an. RTL Télévision installe alors un studio de télévision à Bruxelles dans un ancien hôtel particulier au 67 avenue Franklin-Roosevelt, la Villa Empain, relié par le faisceau hertzien à la régie finale de la Villa Louvigny qui diffuse les programmes de RTL Télévision vers la Belgique, afin de produire un programme spécifique pour son public belge et attirer encore davantage les annonceurs de ce pays.
Totalement reconstruit et remplacé par un pylône autoporteur, l'émetteur de Dudelange est remis en service en 1983 et diffuse à nouveau RTL Télévision sur le canal de diffusion à forte puissance VHF E-07, ainsi que sur les deux canaux UHF directionnels, le canal 21 au standard SÉCAM pour la Lorraine et le sud du Luxembourg, et le canal 27 au standard PAL pour la Belgique et le nord-ouest du Luxembourg, qui permettent ainsi à RTL Télévision de se doter de deux programmes en avant-soirée, le programme habituel sur les canaux 7 et 21 pour le Luxembourg et la France, et le programme spécifiquement belge sur le canal 27 servant de relais pour les têtes de réseaux des câblos-opérateurs belges. À partir du 12 septembre 1983, le canal belge de RTL Télévision propose chaque soir à 19 h un JTL totalement belge, entièrement réalisé à Bruxelles et présenté par Jean-Charles De Keyser, Eddy De Wilde et Bibiane Godfroid.

Logo présent à l'antenne pour l'identification du nouveau canal 21

Enhardie par son expérience réussie en Belgique, la direction de la CLT met en place un projet visant à profiter de l'occasion de la reconstruction de l'émetteur de Dudelange pour réorienter vers l'Allemagne de l'Ouest toute proche le canal de diffusion à forte puissance VHF E-07 afin d'y diffuser une chaîne de télévision commerciale de langue allemande susceptible de profiter du marché publicitaire allemand tout en contournant les restrictions de diffusion de la RFA. RTL Télévision doit maintenant convaincre les téléspectateurs lorrains qui la reçoivent par le canal 7 d'abandonner ce mode de réception historique pour s'équiper d'antennes UHF spécifiquement conçues pour capter le canal 21 de l'émetteur de Dudelange. Pour ce faire, la chaîne met à l'antenne un jeu offrant à ses téléspectateurs de gagner leur nouvelle antenne canal 21 et son installation et lance une large campagne promotionnelle à l'écran et par voie d'affichage. Au prix de la perte de ses téléspectateurs alsaciens, lorrains du sud et champenois, RTL Télévision cesse sa diffusion sur le canal 7 le 31 décembre 1983, sur lequel naît RTL Plus le 2 janvier 1984, nouvelle chaîne de télévision généraliste destinée au marché allemand, pour laquelle une partie des ressources financières et techniques de RTL Télévision sont mises à contribution. La zone de réception du canal 21 se limite désormais à la seule région Lorraine.
En 1984, RTL Télévision instaure le dédoublement de son antenne par un décrochage pour la Belgique sur le canal 27 de 17 h à 21 h distinct du programme du canal 21 pour la Lorraine. Tout comme le JTL qu'elle encadre, la nouvelle émission Tête à Tête, qui occupe cette plage horaire, connaît ainsi deux versions simultanées avec des candidats et des présentateurs spécifiques à chacun des deux canaux, Anouschka Sikorsky et Claude Rappé en 1984 puis Frédérique Ries et Philippe Soreil en 1985 sur le canal belge, et le duo Marylène Bergmann et Jean-Luc Bertrand pour le canal lorrain. Avec l’élargissement considérable de son audience en Belgique par la personnalisation de ses programmes et l'accès exclusif à la publicité télévisée dans ce pays, RTL Télévision est enfin devenue profitable.
Opérateur prospère diffusant ses programmes dans quatre pays avec une large audience et des ressources publicitaires considérables, RTL Télévision peut fêter en grande pompe ses 30 ans le 23 janvier 1985 au travers d'une émission spéciale intitulée RTL sur son 30 et un, présentée par Marylène Bergmann et Jean-Luc Bertrand, et réalisée en direct du grand auditorium de la Villa Louvigny. Tous les animateurs de la chaîne sont présents. Pour l'occasion, les téléspectateurs ont voté les semaines précédentes pour élire dans diverses catégories les programmes ou animateurs qu'ils souhaitent voir récompenser d'un Lion Ailé d'Or, emblème de la chaîne. Concernant les séries télévisées, c'est Dynastie qui remporte le trophée devant sa rivale Dallas. La soirée se termine par la remise du Lion Ailé d'Or à Jacques Navadic, qui, après avoir largement contribué pendant dix ans au succès des programmes de la chaîne, vient d'en prendre la présidence.
Après la Belgique et l'Allemagne, la CLT ambitionne de s'attaquer au marché audiovisuel français qui commence à se libéraliser avec l'ouverture à la télévision commerciale privée en 1985. Son projet consiste à diffuser RTL Télévision sur l'un des nouveaux réseaux hertziens français, puisque le câble et le satellite, encore embryonnaires en France, ne sont pas des vecteurs viables de développement pour la chaîne. Ce projet se heurte très rapidement aux intérêts politiques et économiques nationaux qui ne souhaitent pas voir s'installer une télévision conçue et réalisée depuis le Luxembourg ou de tout autre pays étranger. Ceci amène la CLT à devoir s'associer au projet audiovisuel d'un acteur français, la Lyonnaise des Eaux, pour créer le 1er mars 1987 une nouvelle chaîne de télévision, entièrement fabriquée en France à Paris. Le projet portera le nom de RTL6 avant qu'on suggère que même le nom de RTL serait mal perçu par les instances politiques, finalement c'est la dénomination Métropole Télévision 6, abrégée M6, qui sera retenue. La participation opérationnelle active de la CLT dans M6 créé une hémorragie majeure dans les équipes de RTL Télévision à la Villa Louvigny avec la mise à contribution de nombreux techniciens, journalistes et animateurs de la chaîne qui partent à Paris pour participer au lancement du nouveau canal, à commencer par Jean Stock qui quitte la direction des programmes de RTL Télévision pour prendre celle de M6 et tenter de lui appliquer les mêmes recettes.
Au même moment, RTL Télévision figure parmi les quatre premières chaînes de télévision disponibles sur le câble qui commence timidement son implantation en France à Cergy-Pontoise le 18 décembre 1985.

### Le lent déclin
Le vendredi 11 septembre 1987 à 23 h 45, Marylène Bergmann fait sa toute dernière apparition de speakerine devant le public belge, juste avant la fermeture définitive de l'antenne de RTL Télévision en Belgique, qui laisse la place le lendemain à la nouvelle chaîne belge de la CLT, RTL-TVI, dont l'intégralité des programmes est désormais produit à Bruxelles. Des visages bien connus de RTL Télévision font alors le choix de quitter définitivement la Villa Louvigny pour la Villa Empain à Bruxelles : Michèle Etzel, Frédérique Ries, Anouchka Sikorsky, Claude Rappé, Philippe Soreil, Baudouin Cartuyvels ou encore Philippe Malherbe. Brigitte Mahaux est quant à elle virée après trois ans de bons et loyaux services à Luxembourg.
Privée de son public belge, qui représente la majorité de son audience et de ses ressources publicitaires, et ne s’adressant donc plus qu’aux Luxembourgeois francophones et aux Lorrains, l’audience de RTL Télévision s’essouffle et la chaîne éprouve de grandes difficultés à se positionner face à ses nouvelles concurrentes privées françaises, La Cinq, M6 et TF1, d'autant qu'une partie de ses animateurs l'ont quitté. Le besoin de renouveau se fait sentir, et Jean-Claude Thieltgen, qui vient de reprendre la direction des programmes, essaye de redynamiser l'antenne par petites touches dès l'été 1987 avec d'abord une modification du logo et de l'habillage (apparition de la montgolfière RTL), puis le recrutement de nouveaux animateurs et journalistes en remplacement de leurs prédécesseurs partis sur M6 et RTL-TVI. Thierry Guillaume, Véronique Buson, Lara Julien et Katia Schmitt débutent à l'animation, pendant que les journalistes Agnès Duperrin et Martin Igier tout juste sortis de l’École supérieure de journalisme de Lille, reprennent la présentation du journal télévisé de RTL Télévision, dont la rédaction est confiée à Geneviève Guicheney venue de FR3. Au soir de Noël 1987, Robert Diligent présente son dernier journal télévisé aux côtés d'Agnès Duperrin.
En 1989, Jean Stock prend la direction des activités audiovisuelles de la CLT et nomme Hugues Durocher à la direction de l'antenne en le chargeant de reformater les programmes de la chaîne selon deux axes, l'un développant la proximité dans un format plus centré sur son nouveau bassin d'audience hertzienne restreint à la Lorraine, l'autre partant à la conquête d'un public plus jeune et urbain sur le câble français alors en plein développement et dont la chaîne espère être rapidement le leader afin d'augmenter ses recettes publicitaires. Ce recentrage vers la Lorraine amène RTL Télévision à déménager ses studios au Lycée de la Communication sur le Technopôle de Metz début janvier 1991 et à changer de nom et d'habillage en mars 1991 en se déclinant en deux versions : l'une régionale diffusée uniquement par voie hertzienne en Lorraine sur le canal UHF 21 de l'émetteur de Dudelange sous le nom de RTL Lorraine, l'autre diffusée sur le câble français, monégasque et suisse romand sous le nom de RTL TV.

## Identité visuelle
La chaîne se dote du mythique logo aux trois initiales en 1982, créé dix ans plus tôt pour la radio éponyme, pour devenir RTL Télévision et, à partir de 1983,, elle ouvre chaque jour son antenne avec un générique aux effets spéciaux révolutionnaires conçu par les équipes de René Steichen alors pionnières dans l'utilisation des trucages vidéo et de la palette graphique. De 1986 à 1987, l'antenne se ferme chaque soir par un pré-générique de fin adapté à chaque jour de la semaine annonçant les programmes du lendemain et dans lequel tous les animateurs de la chaîne souhaitent bonne nuit aux téléspectateurs.
À la suite de la création de RTL-TVI le 12 septembre 1987 en Belgique, le logo de RTL Télévision est légèrement modifié avec l'apparition de la montgolfière, également utilisée par la chaîne belge. L'habillage d'antenne est alors commun aux deux chaînes et seul leur nom varie.

### Logos

Logo de RTL Télévision de janvier 1982 à mars 1991.
Logo alternatif de RTL Télévision du 12 septembre 1987 à février 1988.

### Slogans
- « La télévision des stars » (1983-1985)[15],[16],[17]
- « L'Autre Vérité » (1986-1987) (sur le canal belge)
- « La plus belle des télés, c'est RTL » (1988)[18]

### Logos incrustés
À la suite de l'accident de Dudelange, le canal 7 dirigé vers la Lorraine sera redirigé vers l'Allemagne à partir de janvier 1984, pour le lancement de RTL Plus. Les téléspectateurs lorrains seront invités à poursuivre la réception sur le canal 21. Pour cela, la chaîne incruste en permanence le numéro du canal en bas à gauche de l'écran, pour différencier du canal 7 et le canal 27, diriger vers la Belgique,.
Une émission quotidienne, présentée par Sophie Hecquet, est mise à l'antenne afin de faire gagner des antennes de réception hertzienne spécifique au canal 21. Durant l'année 1983, RTL Télévision diffusera des jingles spécifiquement pour ce canal 21.
En 1989, avec l'avènement des réseaux câblés en France et la multiplication des chaînes de télévision, le logo incrusté réapparaît sur RTL Télévision, désormais en bas de l'écran à gauche, avec les sigles "RTL" en gris argenté ou bien transparentes. De 1990 à 1991, le logo incrusté est constitué des sigles "RTL" en rouge entourés d'un rectangle blanc avec les bordures rouges.

## Organisation
RTL Télévision est membre de l'Union européenne de radio-télévision, représentant le Luxembourg.

### Dirigeants

#### Présidents
- Gust Graas : janvier 1982 - septembre 1984
- Jacques Navadic : septembre 1984 - 1989
- Jean Stock : 1989 - mars 1991

#### Directeurs des programmes
- Jacques Navadic : janvier 1982 - septembre 1984
  - Jean Stock (directeur adjoint) : janvier 1982 - septembre 1984
- Jean Stock : septembre 1984 - 28 février 1987
- Jean-Claude Thieltgen : 1er mars 1987 - 1989
- Hugues Durocher : 1989 - mars 1991

#### Directeurs de l’information
- Jacques Navadic : janvier 1982 - septembre 1984
- Jean Stock : septembre 1984 - 1986
- Hugues Durocher : 1987 - mars 1991

#### Directrice des programmes pour enfants
- Michèle Navadic : 1983 - septembre 1985

#### Responsable du service des variétés
- Valérie Sarn : 1983 - mars 1991

### Capital
RTL Télévision est détenue à 100 % par la CLT S.A.

### Siège
Le siège social de RTL Télévision se situe à la Villa Louvigny à Luxembourg, bâtiment flanqué d'une tour de huit étages, construit en 1956-1957 par la CLT afin d'y abriter les bureaux et studios de télévision de la chaîne. Cette adresse ne tarde pas à devenir une enseigne mythique du paysage audiovisuel.
Pour fabriquer les programmes de son décrochage d'antenne belge non réalisés à la Villa Louvigny, RTL Télévision installe en 1983 un petit studio de production dans la Villa Empain, au no 67 de l'avenue Franklin-Roosevelt à Bruxelles, relié par un faisceau hertzien à la régie finale de la Villa Louvigny qui diffuse les programmes vers la Belgique. La Villa Empain est devenue le siège social de RTL-TVI le 12 septembre 1987.
En janvier 1991, afin de se recentrer sur son public lorrain, RTL Télévision installe ses studios au Lycée de la Communication du Technopôle Metz 2000 situé au 3, allée Saint-Symphorien à Metz. La chaîne y dispose alors de 400 m² de locaux, de studios et d'une régie, mais la régie finale et le siège demeurent toujours à la Villa Louvigny.

## Programmes
En 1987, est diffusée une émission de catch commentée par Edouard Carpentier, catcheur reconverti, avec Guy Hauray[réf. souhaitée]. Ce genre d'émission fait les beaux jours de Télé Luxembourg dans les années 1960, avec Robert Diligent aux commentaires.

### Émissions

#### Émissions du créneau méridien
- Croque-Midi : émission présentée par Valérie Sarn sur le même principe que La Bonne Franquette à laquelle elle a succédé à la rentrée 1981, mêlant entretiens avec des invités, chansons et jeux, avec la diffusion d'un feuilleton au milieu. Elle est alors diffusée chaque midi jusqu'en juillet 1983.
- Bon Jour : émission qui a pris le relais de Croque-Midi en septembre 1983 pour s'interrompre à l'été 1984.
- Sur le pouce : émission de midi présentée par Philippe Soreil en compagnie de sa complice Brigitte Mahaux de septembre 1984 à juin 1987.
- Parenthèses : talk-show quotidien de mi-journée de Philippe Goffin et Marylène Bergmann diffusé de septembre 1987 à juin 1988.

#### Autres émissions
- Entre chiens et chats : émission animalière présentée par Sophie Garel.
- Blue Jeans : émission de variétés de Jean-Luc Bertrand diffusée le samedi et le dimanche à 17h00 à partir de 1982 avec des invités et la diffusion de clips.
- Clip et gagne : émission musicale présentée par Frédérique Ries.
- Chewing Rock : émission musicale de Georges Lang consacrée au rock.
- Bleu Nuit : émission présentée par Marylène Bergmann et Jean-Luc Bertrand diffusée le samedi en fin de soirée.
- Clip connection : clips musicaux diffusés les après-midis en attendant l'ouverture d'antenne et durant environ une heure après la fermeture de l'antenne (également sur RTL Plus).
- Moteurs : magazine automobile présenté par Philippe Malherbe.
- Stop Star : jeu présenté par Marylène Bergmann.
- Duo sur RTL : jeu présenté par Jean-Luc Bertrand et Marylène Bergmann.
- Happy Birthday : jeu musical présenté par Georges Lang et Oscar Guzman du lundi au vendredi de 17h00 à 18h00. L'émission souhaite les anniversaires des téléspectateurs et par tirage au sort, certains sont appelés en direct.
- La saga du rock : transposition télévisée de l'émission éponyme de Georges Lang sur RTL.
- RTL Vision : émission consacrée aux coulisses de RTL Télévision.

### Présentateurs et animateurs
- Phil Barney
- Georges Beller (1985 - 11 septembre 1987)
- Marylène Bergmann (janvier 1982 - mars 1991)
- Jean-Luc Bertrand (janvier 1982 - mars 1991)
- Véronique Buson (1988 - mars 1991)
- Rocco de Primis (1982 - mars 1991)
- Michèle Etzel (janvier 1982 - 11 septembre 1987)
- Fabrice (janvier 1982 - 1985)
- Sophie Garel (janvier 1982 - 11 septembre 1987)
- Philippe Goffin (janvier 1982 - mars 1991)
- Kit Graas
- Thierry Guillaume (1988 - mars 1991)
- Oscar Guzman
- Jacques Harvey
- Sophie Hecquet (janvier 1982 - mars 1991)
- Lara Julien (1988-1990)
- Georges Lang (janvier 1982 - mars 1991)
- Brigitte Mahaux (janvier 1982 - 11 septembre 1987)
- Max Meynier
- Claude Rappé (12 septembre 1982 - 11 septembre 1987)
- Frédérique Ries (14 juin 1984 - 11 septembre 1987)
- Valérie Sarn (janvier 1982 - mars 1991)
- Katia Schmitt (1988 - mars 1991)
- Anouchka Sikorsky (janvier 1982 - 11 septembre 1987)
- Philippe Soreil (7 juillet 1984 - 11 septembre 1987)
- Jean Stock (janvier 1982 - 28 février 1987)
- Jean-Claude Thieltgen (janvier 1982 - mars 1991)
- André Torrent (janvier 1982 - 1983)

### Journalistes
- Nicolas Albrand (1990 - mars 1991)
- Marc Autheman (1982-1988)
- Baudouin Cartuyvels (12 septembre 1983 - 11 septembre 1987)
- Patrick Charles (janvier 1982 - 28 février 1987)
- Alain Chartiez (janvier 1982 - 28 février 1987)
- Jean-Charles De Keyser (janvier 1982 - 11 septembre 1987)
- Eddy de Wilde (12 septembre 1983 - 11 septembre 1987)
- Robert Diligent (janvier 1982 - mars 1991)
- Agnès Duperrin (1988 - mars 1991)
- Luc Évrard
- Christophe Giltay (juin 1987 - mars 1991)
- Bibiane Godfroid (12 septembre 1983 - 11 septembre 1987)
- René Guibert (janvier 1982 - 28 février 1987)
- Geneviève Guicheney (août 1987 - janvier 1989)
- Valérie Hénin
- Martin Igier (juillet 1987 - mars 1991)
- Marian Lacombe (janvier 1982 - 28 février 1987)
- Philippe Malherbe (12 septembre 1983 - 11 septembre 1987)
- Serge Molitor (janvier 1982 - 28 février 1987)
- Jean Octave (janvier 1982 - mars 1991)
- Eric Poret (1982 - 28 février 1987)
- Jean-François Richard (janvier 1982 - 28 février 1987)
- Bernard Weil

### Speakerins et speakerines
- Marylène Bergmann (janvier 1982 - mars 1991)
- Michèle Etzel (1982 - 11 septembre 1987)
- Thierry Guillaume (1988 - mars 1991)
- Sophie Hecquet (1982-1991)
- Lara Julien (1988-1990)
- Brigitte Mahaux (janvier 1982 - 11 septembre 1987)
- Katia Schmitt (1988 - mars 1991)
- Anoushka Sikorsky (janvier 1982 - 11 septembre 1987)

## Diffusion

### Hertzien analogique
À la suite de l'accident aérien du 31 juillet 1981 qui a décapité le pylône émetteur de Dudelange, les émissions de RTL Télévision vers le nord-est de la France furent temporairement diffusées par TDF dès le 25 février 1982 en Bande III à la norme française 819 lignes en couleur sur le canal VHF E-07 de l’émetteur de Luttange, situé au sud-est de Dudelange, avec une couverture de la Lorraine quasi identique à celle de l'ancien émetteur, le temps des travaux de reconstruction du nouveau pylône émetteur de Dudelange.
Les travaux terminés en 1983, RTL Télévision fut à nouveau diffusée depuis le nouvel émetteur de Dudelange en Bande III sur le canal omnidirectionnel VHF E-07 au standard 625 lignes PAL jusqu'au 31 décembre 1983, en Bande IV sur le canal directionnel UHF 21-H au standard 625 lignes SÉCAM L pour la région Lorraine et le sud du Luxembourg, et sur le canal directionnel UHF 27-H au standard 625 lignes PAL G pour la Belgique et l'ouest du Luxembourg, ce dernier canal étant repris le 12 septembre 1987 par RTL-TVI.

### Câble
RTL Télévision est diffusée par tous les télédistributeurs belges jusqu'à son remplacement définitif par RTL-TVI le 12 septembre 1987.
En France, RTL Télévision fut diffusée sur les deux premiers réseaux câblés expérimentaux de Metz et Bitche dès 1979, puis partout en France et sur les petites régies de télédistribution de villes à population non négligeable. Elle fait partie des premières chaînes disponibles au lancement commercial du plan câble en 1985 puis le satellite en analogique clair sur Astra de 1985 à 1991.